# Josef František Smetana
Josef František Smetana (ur. 11 marca 1801 w Svinišťanach, zm. 18 lutego 1861 w Pilźnie) – czeski duchowny rzymskokatolicki, przyrodnik, poeta oraz budziciel narodowy.

## Życiorys

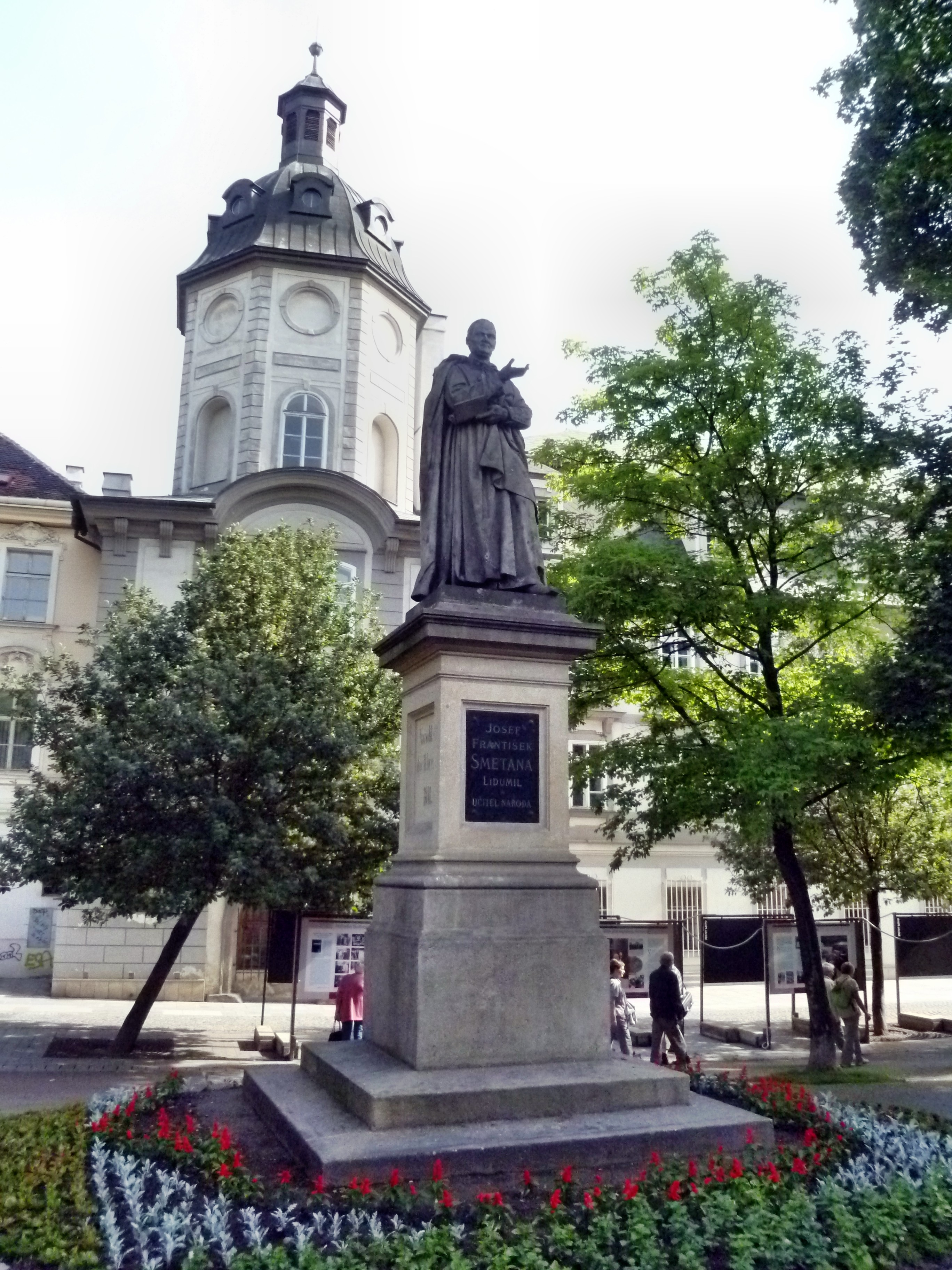
Pomnik Josefa Františka Smetany w Pilźnie

Urodził się 11 marca 1801 w Svinišťanach w domu nr 11 jako drugie z pięciorga dzieci małżonków Valburgi i Josefa Smetanów. Jego ojciec był dworskim ogrodnikiem. Kiedy miał dziewięć lat, zmarł jego ojciec, a matka przeniosła się wraz z dziećmi do wuja w Chvalkovicach. Pod jego wpływem rozpoczął w wieku 13 lat naukę w gimnazjum w Hradcu Králové, gdzie był jego kolegą z klasy kompozytor František Škroup. Tutaj dorastał pod bezpośrednim wpływem profesora V. K. Klicpery, który rozwijał jego uczucia narodowe. Zdał z wyróżnieniem maturę, a potem zdecydował się na podjęcie studiów filozofii na Uniwersytecie Karola w Pradze. Tutaj spotykał się z Josefem Jungmannem, który stał się jego wieloletnim przyjacielem. W 1821 r. wstąpił do Arcybiskupiego Seminarium Duchownego w Pradze, a dwa lata później do Klasztoru Premonstratensów w miejscowości Teplá, niedaleko miasta Mariańskie Łaźnie.
Po wstąpieniu do zakonu 19 października 1823 oraz ukończeniu studiów teologii został 14 sierpnia 1826 wyświęcony na kapłana. Jako utalentowany uczeń został wysłany do Wiednia, gdzie rozszerzał swoją wiedzę o historii naturalnej i fizyce.
Po kilku latach w duchowej administracji pozostawił tej działalności i po zdaniu egzaminu z fizyki i historii naturalnej został nauczycielem. W 1832 r. został profesorem fizyki w Instytucie Filozofii w Pilźnie oraz uczył także w miejscowym gimnazjum. Po przejściu rygorystycznych egzaminów w 1834 r. na Uniwersytecie Karola w Pradze uzyskuje tytuł doktora filozofii. Jego niefortunny upadek w Sadach Lochotínskych w 1844 r. spowodował utratę wzroku. Ponownie zaczął widzieć po kilku latach, i to dzięki operacji dr. Hasnera w Pradze w 1857 r.
Jego podstawowym celem została edukacja swojego narodu, co dla niego oznaczało większe wykorzystanie języka czeskiego w szkole (np. artykuł Slovo o vychování mládeže české w czasopiśmie Časopis pro katolické duchovenstvo, 1843) i społeczeństwie oraz wychowanie ludzi w duchu prawdziwej wolności (artykuł Zdali jest osvěta lidu obecného nebezpečna církvi a státu w czasopiśmie Časopis pro katolické duchovenstvo, 1835). Zmarł 18 lutego 1861 w Pilźnie.

## Twórczość
Jego kariera pisarza zaczęła pisaniem wierszy, które pokazały się w książce Hlasy vlastenců na památku 40tiletého panování cís. Frant. I. r. 1832, opublikowanej przez organizacje Macierz Czeska.
W 1834 r. ukazał się pierwszy tom jego wielkiego dzieła Obraz starého swěta, to gest: Wšeobecná politická historie prwnjho wěku, od počátku společnosti lidské až ku pádu západnj řjše řjmské, drugi w 1846 r.
Spośród jego kolejnych książek wymienić należy:
- Základowé hwězdoslowj, čili astronomie (1837),
- Josefa Smetany Sjlozpyt, čili, Fysika (1842)[11],
- Josefa Frant. Smetany Wšeobecný dějepis občanský I-III (1846-1847)[12],
- Počátkové silozpytu čili fysiky pro nižší gymnasia a reálky (1852, podręcznik).

Oprócz tego napisał wielu różnych drobnych wierszy, z których najbardziej wzruszające są te, które pochodzą z okresu jego ślepoty. Był także korespondentem czasopisma Květy i jest autorem wielu artykułów historycznych w czasopismach Časopis musejní, Vlastimil oraz Časopis pro katolické duchovenstvo.